# Young Artist Awards 2007
Die Young Artist Awards 2007 wurden von der Young Artist Foundation, einer 1979 gegründeten Non-Profit-Organisation, am 10. März 2007 im Sportsmen’s Lodge, einem Hotel in Studio City, Los Angeles, vergeben. Es ist die 28. Verleihung der Awards seit der ersten Verleihung im Jahre 1979. Die Auszeichnung wurde in insgesamt 34 Kategorien für herausragende Leistungen von jungen Schauspielern und Schauspielerinnen in den Bereichen Film, Fernsehen und Theater verliehen.

## Preisträger und Nominierte im Bereich Film

### Bester Hauptdarsteller in einem Spielfilm
- Logan Lerman – Eulen – Kleine Freunde in großer Gefahr! (Hoot)
  - Thomas Sangster – Eine zauberhafte Nanny (Nanny McPhee)
  - Conor Donovan – Das Ende der Unschuld (12 and Holding)
  - Alex Neuberger – Running Scared
  - Cameron Bright – Running Scared
  - Josh Hutcherson – Die Chaoscamper (RV)

### Beste Hauptdarstellerin in einem Spielfilm
- Keke Palmer – Akeelah ist die Größte (Akeelah and the Bee)
  - Sara Paxton – Aquamarin – Die vernixte erste Liebe (Aquamarine)
  - Dakota Fanning – Schweinchen Wilbur und seine Freunde (Charlotte’s Web)
  - Brie Larson – Eulen – Kleine Freunde in großer Gefahr! (Hoot)
  - Emily Rios – Quinceañera
  - Keisha Castle-Hughes – Es begab sich aber zu der Zeit… (The Nativity Story)

### Bester Nebendarsteller in einem Spielfilm
- Tristan Lake Leabu – Superman Returns
  - Cameron Bright – X-Men: Der letzte Widerstand (X-Men: The Last Stand)
  - Rory Culkin – The Night Listener – Der nächtliche Lauscher (The Night Listener)
  - Connor Paolo – World Trade Center
  - Chase Ellison – Durch den Tod versöhnt (End of the Spear)
  - Troy Gentile – Nacho Libre
  - Josh Flitter – Big Mama’s Haus 2 (Big Mama’s Haus 2)

### Beste Nebendarstellerin in einem Spielfilm
- Emma Roberts – Aquamarin – Die vernixte erste Liebe (Aquamarine)
  - Zoe Weizenbaum – Das Ende der Unschuld (Twelve and Holding)
  - Joanna „JoJo“ Levesque – Aquamarin – Die vernixte erste Liebe (Aquamarine)
  - Hallie Kate Eisenberg – Billys Wette oder Wie man gebratene Würmer isst (How to Eat Fried Worms)
  - Hannah Marks – S.H.I.T. – Die Highschool GmbH (Accepted)
  - Lucy Boynton – Miss Potter
  - Alyson Stoner – Step Up

### Bester Schauspieler in einem Spielfilm – zehn Jahre oder jünger
- Dylan Blue – Blendende Weihnachten (Deck the Halls)
  - Seamus Davey-Fitzpatrick – Das Omen (The Omen)
  - Jimmy Bennett – Firewall
  - Noah Gray-Cabey – Das Mädchen aus dem Wasser (Lady in the Water)
  - Jake Johnson – Ricky Bobby – König der Rennfahrer (Talladega Nights: The Ballad of Ricky Bobby)
  - Nathan Gamble – Babel
  - Jake Cherry – Nachts im Museum (Night at the Museum)

### Beste Schauspielerin in einem Spielfilm – zehn Jahre oder jünger
- Abigail Breslin – Little Miss Sunshine
  - Tatum McCann – Klick (Click)
  - Ryan Newman – Zoom – Akademie für Superhelden (Zoom)
  - Chloë Moretz – Big Mama’s Haus 2 (Big Mama’s Haus 2)
  - Elle Fanning – Babel
  - Sage Kermes – Sweet Land

### Beste Besetzung in einem Spielfilm
- Luke Benward, Hallie Kate Eisenberg, Alexander Gould, Adam Hicks, Ryan Malgarini, Ty Panitz, Philip Bolden, Blake Garrett, Andrew Gillingham, Austin Rogers, Nick Krause, Stephan Bender und Alexander Agate – Billys Wette oder Wie man gebratene Würmer isst (How to Eat Fried Worms)
  - Thomas Sangster, Eliza Bennett, Raphaël Coleman, Jennifer Rae Daykin, Holly Gibbs und Samuel Honywood – Eine zauberhafte Nanny (Nanny McPhee)
  - Ridge Canipe, Kate Emerick, Madeline Carroll, Eric Lloyd, Spencer Breslin, Liliana Mumy, Darian Bryant, Chantel Valdivieso, Ryan Heinke und Charlie Stewart – Santa Clause 3 – Eine frostige Bescherung (The Santa Clause 3: The Escape Clause)
  - Tyler James Williams, Dyllan Christopher, Dominique Saldaña, Gia Mantegna, Quinn Shephard und Brett Kelly – Oh je, du fröhliche (Unaccompanied Minors)

### Bester internationale Familienfilm
- Indien – Water
  - England – Stormbreaker
  - Frankreich – Arthur und die Minimoys (Arthur et les Minimoys)
  - Mongolei – Die Höhle des gelben Hundes (Шар нохойн там)
  - England – Lassie kehrt zurück (Lassie)
  - Spanien – Pans Labyrinth (El laberinto del fauno)
  - China – Riding Alone for Thousands of Miles (千里走单骑)

### Beste Darstellung in einem internationalen Spielfilm
- Sarala Kariyawasam, Sri Lanka – Water
  - Ivana Baquero, Spanien – Pans Labyrinth (El laberinto del fauno)
  - Alex Pettyfer, England – Stormbreaker
  - Freddie Highmore, England – Arthur und die Minimoys (Arthur et les Minimoys)
  - Nansal Balitguluum, Mongolei – Die Höhle des gelben Hundes (Шар нохойн там)
  - Jonathan Mason, England – Lassie kehrt zurück (Lassie)
  - Dmitry Martynov, Russland – Wächter der Nacht – Nochnoi Dozor (Ночной дозор)
  - Jhenbo Yang, China – Riding Alone for Thousands of Miles (千里走单骑)

### Bester Schauspieler in einem Kurzfilm
- Hunter Gomez – Rocketboy
  - Dominic Scott Kay – Saving Angelo
  - Benjamin B. Smith – Der traurigste Junge der Welt (The Saddest Boy in the World)
  - Sean Roche – Happy Valentine’s Day
  - Kendall McCulty – The Crossing
  - Ricardo Gray – Adam’s Eve
  - Paul Butcher – Imaginary Friend

### Beste Schauspielerin in einem Kurzfilm
- Megan McKinnon – Little Samantha Tripp
  - Kendra McCulty – The Crossing
  - Mia Ford – Imaginary Friend
  - Courtney Halverson – Sleepwalk
  - Kali Majors – Bye Bye Benjamin

### Bester Familienfilm (Animation)
- Cars
  - Tierisch wild (The Wild)
  - Monster House
  - Happy Feet
  - Ab durch die Hecke (Over the Hedge)
  - Der tierisch verrückte Bauernhof (Barnyard)
  - Flutsch und weg (Flushed Away)
  - Yankee Irving – Kleiner Held ganz groß! (Everyone’s Hero)

### Bester Familienfilm (Comedy oder Musical)
- Little Miss Sunshine
  - Eine zauberhafte Nanny (Nanny McPhee)
  - Klick (Click)
  - Billys Wette oder Wie man gebratene Würmer isst (How to Eat Fried Worms)
  - Ricky Bobby – König der Rennfahrer (Talladega Nights: The Ballad of Ricky Bobby)
  - Eulen – Kleine Freunde in großer Gefahr! (Hoot)
  - Schweinchen Wilbur und seine Freunde (Charlotte’s Web)

### Bester Familienfilm (Drama)
- Akeelah ist die Größte (Akeelah and the Bee)
  - Superman Returns
  - Pirates of the Caribbean – Fluch der Karibik 2 (Pirates of the Caribbean: Dead Man’s Chest)
  - X-Men: Der letzte Widerstand (X-Men: The Last Stand)
  - Loverboy
  - Es begab sich aber zu der Zeit… (The Nativity Story)
  - Flicka – Freiheit. Freundschaft. Abenteuer. (Flicka)

## Preisträger und Nominierte im Bereich Fernsehen

### Bester Familienfernsehfilm oder Special
- The Ron Clark Story
  - High School Musical
  - Über Nacht Familienvorstand (Hello Sister, Goodbye Life)
  - Candles on Bay Street
  - Molly: An American Girl on the Homefront
  - For the Love of a Child

### Bester Hauptdarsteller in einem Fernsehfilm, Miniserie oder Special
- Matthew Knight – Hilfe, mein Tagebuch ist ein Bestseller (Read It and Weep)
  - Zac Efron – High School Musical
  - Jason Dolley – Candles on Bay Street
  - Micah Williams – The Ron Clark Story
  - Brandon Smith – The Ron Clark Story

### Beste Hauptdarstellerin in einem Fernsehfilm, Miniserie oder Special (Comedy oder Drama)
- Hannah Hodson – The Ron Clark Story
  - Vanessa Anne Hudgens – High School Musical
  - Sammi Hanratty – Über Nacht Familienvorstand (Hello Sister, Goodbye Life)
  - Kay Panabaker – Hilfe, mein Tagebuch ist ein Bestseller (Read It and Weep)
  - Maya Ritter – Molly: An American Girl on the Home Front

### Bester Nebendarsteller in einem Fernsehfilm, Miniserie oder Special (Comedy oder Drama)
- Jake Smith – For the Love of a Child
  - Corbin Bleu – High School Musical
  - Beans El-Balawi – Half Light
  - Jonah Meyerson – Griffin & Phoenix
  - Andrew Chalmers – Molly: An American Girl on the Homefront
  - Benjamin Petry – Das verschwundene Zimmer (The Lost Room)

### Beste Nebendarstellerin in einem Fernsehfilm, Miniserie oder Special (Comedy oder Drama)
- Emily Hirst – For the Love of a Child
  - Niamh Wilson – Das Haus nebenan (The House Next Door)
  - Tory Green – Molly: An American Girl on the Homefront
  - Elle Fanning – Das verschwundene Zimmer (The Lost Room)

### Beste Familienserie (Comedy)
- Hotel Zack & Cody (The Suite Life of Zack & Cody)
  - Darcy’s Wild Life
  - Neds ultimativer Schulwahnsinn (Ned’s Declassified School Survival Guide)
  - Unfabulous
  - Zoey 101
  - My Name Is Earl

### Beste Familienserie (Drama)
- Friday Night Lights
  - Invasion
  - Saved
  - Flight 29 Down
  - Eine himmlische Familie (7th Heaven)
  - Brothers & Sisters
  - Ghost Whisperer – Stimmen aus dem Jenseits (Ghost Whisperer)

### Bester Hauptdarsteller in einer Fernsehserie (Comedy oder Drama)
- Kyle Massey – Raven blickt durch (That’s So Raven)
  - Cole Sprouse – Hotel Zack & Cody (The Suite Life of Zack and Cody)
  - Tyler James Williams – Alle hassen Chris (Everybody Hates Chris)
  - Michael Seater – Mensch, Derek! (Life with Derek)
  - Dylan Sprouse – Hotel Zack & Cody (The Suite Life of Zack and Cody)
  - Devon Werkheiser – Neds ultimativer Schulwahnsinn (Ned’s Declassified School Survival Guide)
  - Jamie Johnston – Degrassi: The Next Generation

### Beste Hauptdarstellerin in einer Fernsehserie (Comedy oder Drama)
- Christa B. Allen – Cake
  - Ashley Leggat – Mensch, Derek! (Life with Derek)
  - Emma Roberts – Unfabulous
  - Jamie Lynn Spears – Zoey 101
  - Miley Cyrus – Hannah Montana

### Bester Nebendarsteller in einer Fernsehserie (Comedy oder Drama)
- Alexander Gould – Weeds – Kleine Deals unter Nachbarn (Weeds)
  - Daniel Magder – Mensch, Derek! (Life with Derek)
  - Andrew Chalmers – Darcy’s Wild Life
  - Daniel Curtis – Neds ultimativer Schulwahnsinn (Ned’s Declassified School Survival Guide)
  - Paul Butcher – Zoey 101
  - Dean Collins – Familienstreit de Luxe (The War at Home)
  - Jesse Plemons – Friday Night Lights

### Beste Nebendarstellerin in einer Fernsehserie (Comedy oder Drama)
- Hayden Panettiere – Heroes
  - Miranda Cosgrove – Drake & Josh
  - Victoria Justice – Zoey 101
  - Emily Osment – Hannah Montana
  - Allie Grant – Weeds – Kleine Deals unter Nachbarn (Weeds)
  - Mackenzie Rosman – Eine himmlische Familie (7th Heaven)
  - Aimee Teegarden – Friday Night Lights

### Bester Schauspieler in einer Fernsehserie (Comedy oder Drama) – zehn Jahre oder jünger
- Noah Gray-Cabey – Heroes
  - Trevor Gagnon – The New Adventures of Old Christine
  - Allen Alvarado – Flight 29 Down
  - Khamani Griffin  – All of Us
  - Lorenzo Brino und Nikolas Brino – Eine himmlische Familie (7th Heaven)
  - C. J. Sanders – Saved

### Beste Schauspielerin in einer Fernsehserie (Comedy oder Drama) – zehn Jahre oder jünger
- Maria Lark – Medium – Nichts bleibt verborgen (Medium)
  - Ariel Gade – Invasion
  - Ariel Waller – Mensch, Derek! (Life with Derek)
  - Billi Bruno – Immer wieder Jim (According to Jim)
  - Conchita Campbell – 4400 – Die Rückkehrer (The 4400)
  - Emily Everhard – Cake

### Bester Gastdarsteller in einer Fernsehserie (Comedy oder Drama)
- Darian Weiss – Without a Trace – Spurlos verschwunden (Without a Trace)
  - Gavin Fink – E-Ring – Military Minds (E-Ring)
  - Alec Holden – The Unit – Eine Frage der Ehre (The Unit)
  - Colby Paul – Supernatural
  - Kola Obileye – Lost
  - Kyle Kaplan – The Bernie Mac Show
  - Skyler Gisondo – Dr. House (House)
  - Joseph Castanon – Shark
  - Remy Thorne – Las Vegas
  - Austin Majors – Immer wieder Jim (According to Jim)

### Beste Gastdarstellerin in einer Fernsehserie (Comedy oder Drama)
- Monet Monico – Hotel Zack & Cody (The Suite Life of Zack & Cody)
  - Alyson Stoner – Hotel Zack & Cody (The Suite Life of Zack & Cody)
  - Emily Hirst – Smallville
  - Sammi Hanratty – Hotel Zack & Cody (The Suite Life of Zack & Cody)
  - Tay Blessey – Cold Case – Kein Opfer ist je vergessen (Cold Case)
  - Chloë Moretz – Desperate Housewives
  - Rachel Rogers – Monk

### Bester wiederkehrende Schauspieler in einer Fernsehserie (Comedy oder Drama)
- Daniel Goldman – Dexter
  - Louis T. Moyle – My Name Is Earl
  - Noah Crawford – My Name Is Earl
  - Masam Holden – Emergency Room – Die Notaufnahme (ER)
  - Kasey Campbell – Weeds – Kleine Deals unter Nachbarn (Weeds)
  - Jacob Kraemer – Einfach Sadie! (Naturally, Sadie)
  - Tyler Patrick Jones – Ghost Whisperer – Stimmen aus dem Jenseits (Ghost Whisperer)
  - Cody Linley – Hannah Montana
  - Charlie Stewart – Hotel Zack & Cody (The Suite Life of Zack & Cody)
  - Adam Langley – Neds ultimativer Schulwahnsinn (Ned’s Declassified School Survival Guide)
  - Marc Donato – Degrassi: The Next Generation

### Beste wiederkehrende Schauspielerin in einer Fernsehserie (Comedy oder Drama)
- Darcy Rose Byrnes – Schatten der Leidenschaft (The Young and the Restless)
  - Kirsten Prout – Kyle XY
  - Tay Blessey – Crossing Jordan – Pathologin mit Profil (Crossing Jordan)
  - Rachel Fox – Desperate Housewives
  - Courtney Jines – Familienstreit de Luxe (The War at Home)
  - Morgan York – Hannah Montana
  - Sophie Oda – Hotel Zack & Cody (The Suite Life of Zack & Cody)

### Herausragende Besetzung in einer Fernsehserie (Comedy oder Drama)
- Jamie Lynn Spears, Paul Butcher, Sean Flynn, Victoria Justice, Christopher Massey, Alexa Nikolas, Erin Sanders und Matthew Underwood – Zoey 101
  - Jordan Calloway, Malese Jow, Emma Roberts, Chelsea Tavares, Emma Degerstedt, Dustin Ingram und Mary Lou – Unfabulous
  - Michael Seater, Ashley Leggat, Daniel Magder, Jordan Todosey und Ariel Waller – Mensch, Derek! (Life with Derek)
  - Andrew Chalmers, Melanie Leishman, Demetrius Joyette und Kayla Perlmutter – Darcy’s Wild Life

## Preisträger und Nominierte im Bereich Synchronisation

### Bester Synchronsprecher
- Dominic Scott Kay – Schweinchen Wilbur und seine Freunde (Charlotte’s Web)
  - Sam Lerner – Monster House
  - Anthony Ghannam – Bambi 2 – Der Herr der Wälder (Bambi II)
  - Mitchel Musso – Monster House
  - Shane Baumel – Coco – Der neugierige Affe (Curious George)
  - Alexander Gould – Coco – Der neugierige Affe (Curious George)
  - Jake T. Austin – Yankee Irving – Kleiner Held ganz groß! (Everyone’s Hero)

### Beste Synchronsprecherin
- Tajja Isen – Jane und der Drache (Jane and the Dragon)
  - Spencer Locke – Monster House
  - Hailey Noelle Johnson – Coco – Der neugierige Affe (Curious George)
  - Alyssa Shafer – Happy Feet
  - Mikaila Baumel – Happy Feet